# Loren Fatović
Loren Fatović (* 16. November 1996 in Dubrovnik) ist ein kroatischer Wasserballspieler. Er gewann bis 2024 mit der kroatischen Nationalmannschaft eine Silbermedaille bei Olympischen Spielen sowie zwei Goldmedaillen und eine Bronzemedaille bei Weltmeisterschaften. Bei Europameisterschaften erkämpfte er je einmal Gold, Silber und Bronze. 

## Sportliche Karriere
Loren Fatović ist der Sohn des zweifachen Olympiateilnehmers Elvis Fatović. Er spielte bis 2023 beim kroatischen Serienmeister VK Jug Dubrovnik. 2023 wechselte er zu VK Jadran Split.
Fatović wurde nach den Olympischen Spielen 2016 zum Stammspieler in der Nationalmannschaft. Bei der Weltmeisterschaft 2017 in Budapest gewannen die Kroaten ihre Vorrundengruppe und bezwangen im Viertelfinale die Italiener. Mit einem 12:11 über Serbien erreichten die Kroaten das Finale und bezwangen dort die Ungarn mit 8:6. Im Jahr darauf bei der Europameisterschaft 2018 in Barcelona unterlagen die Kroaten im Halbfinale den Serben. Das Spiel um den dritten Platz gewannen sie mit 10:8 gegen die Italiener. Loren Fatović warf insgesamt elf Tore, davon drei im Spiel um Bronze. 2019 bei der Weltmeisterschaft in Gwangju siegten die Kroaten im Viertelfinale gegen Deutschland und verloren das Halbfinale gegen die Spanier. Das Spiel um den dritten Platz gewannen die Kroaten gegen die Ungarn. Bei den 2021 ausgetragenen Olympischen Spielen in Tokio belegten die Kroaten nach einer Viertelfinalniederlage gegen die Ungarn den fünften Platz. Loren Fatović warf insgesamt 12 Turniertore.
Ein Jahr später gewannen die Kroaten im Viertelfinale der Weltmeisterschaft 2022 in Budapest im Viertelfinale mit 14:12 gegen Serbien. Nach einer 5:10-Niederlage gegen die Spanier im Halbfinale verloren die Kroaten im Spiel um den dritten Platz gegen die Griechen. Zwei Monate später bei der Europameisterschaft in Split gewannen die Kroaten im Halbfinale mit 11:10 gegen die Italiener und im Finale mit 10:9 gegen die Ungarn. Bei der Weltmeisterschaft 2023 in Fukuoka verloren die Kroaten in den Play-offs gegen Montenegro und belegten am Ende den neunten Rang. Im Januar 2024 bei der in Zagreb und Dubrovnik ausgetragenen Europameisterschaft bezwangen die Kroaten im Halbfinale die Ungarn. Im Finale unterlagen sie den Spaniern mit 10:11. Fatović traf im Endspiel einmal. Einen Monat später bei der Weltmeisterschaft in Doha gewannen die Kroaten im Viertelfinale mit 15:13 gegen die Serben, wobei Fatović mit vier Toren erfolgreichster Schütze seiner Mannschaft war. Sowohl das Halbfinale gegen Frankreich als auch das Finale gegen die Italiener gewannen die Kroaten erst im Penaltyschießen. Bei den Olympischen Spielen 2024 in Paris belegten die Kroaten in der Vorrunde den vierten Platz. Im Viertelfinale besiegten sie die Spanier und im Halbfinale die Ungarn. Im Finale trafen sie auf Serbien, den Vierten der anderen Vorrundengruppe, und unterlagen 11:13. Loren Fatović erzielte im Finale zwei Tore.